# ملامتیه
مَلامَتیه  نام گروهی از صوفیان است که در سدهٔ هشتم میلادی در ایران سامانی فعّال بودند. ملامیّه و ملامتیه از ریشهٔ «ملامت»، به معنای سرزنش و نکوهش است. آموزه‌های ملامتیه بر سرزنش نفس و مراقبت دقیق بر تمایلات آن به تسلیم شدن در برابر وسوسه‌های جهان استوار است. ملامتیان به سودمندیِ «سرزنش نفس» باور دارند و می‌کوشند دانایی‌های خود را پنهان و کاستی‌ها و اشتباهات خود را علنی کنند تا با این کار همواره به یاد نقص‌های خود باشند. آن‌ها برای پنهان‌ داشتن حال خود از خلق، در پوشاندن طاعات و عبادات خویش از انظار مردم، مبالغه را واجب می‌شمرند و در ظاهر چنان رفتار می‌کنند که مردم آن‌ها را ملامت کنند تا به حق، بیشتر تقرّب یابند. بنا بر نظر عبدالباقی گلپنارلی ملامیّه سه دورهٔ تاریخی متفاوت را تجربه کرده و به‌جز اندک انحرافات به‌وجود آمده، به ویژه در انتهای دورهٔ اوّل، با حفظ کلّیات عقاید و اصول خود تا به امروز ادامه یافته است.

## بنیان‌گذاران و پیران
بنیان‌گذاران ملامتیه ابوحفص حداد نیشابوری، حمدون قصّار و ابوعثمان حیری  می‌باشند که در این میان حمدون قصار بیش از بقیّه با طریق ملامت پیوند خورده و شیخ این طایفه شمرده می‌شود. البتّه او خود از تعالیم ابوحفص حداد، ابوتراب نخشبی و سالم باروسی استفاده کرده است. بنابراین، نمی‌توان حمدون قصار را پایه‌گذار این گرایش دانست. عبدالباقی گلپنارلی، حمدون قصار را پیر و اشاعه‌دهندهٔ اصلی ملامیّه در دورهٔ اوّل، حاج بایرام ولی را پیر دورهٔ دوم و سید محمد نورالعربی را پیر دورهٔ سوم ملامی‌گری می‌داند.

## محور فکری
محور اصلی تفکّر این فرقه بر ملامت و پذیرش آن است. برخی از پیروان آن مخالفت با نفس جهت مقابله با آن را برگزیدند. اینان که گروهی تندرو هستند، لقب قلندر به خود گرفته‌اند. اخیراً دستهٔ دیگری از ملامتیان در ترکیه ظهور کرده‌اند که آموزه‌های پیشینیان را انکار کرده و روش‌های جدیدی را در این طریقت وارد نموده‌اند.